# Peckolus poenskopius
Peckolus poenskopius là một loài bọ cánh cứng trong họ Bọ hung (Scarabaeidae).